# Eivind Helland
Eivind Helland, né le 25 avril 2005 à Bergen en Norvège, est un footballeur norvégien qui évolue au poste de défenseur central au SK Brann.

## Biographie

### En club
Né à Bergen en Norvège, Eivind Helland commence le football au Sædalen IL à l'âge de quatre ans. Il y reste pendant sept ans avant de rejoindre le FK Fyllingsdalen (en), où il commence sa carrière dans les divisions inférieures du football norvégienne.
En 2022 Eivind Helland s'engage en faveur du SK Brann. Il signe un nouveau contrat professionnel le 3 août 2023, courant jusqu'en décembre 2025.

### En sélection
Eivind Helland représente l'équipe de Norvège des moins de 18 ans. Il joue un total de six matchs avec cette sélection en 2023.
Helland joue son premier match pour l'équipe de Norvège espoirs face à l'Irlande le 11 octobre 2024. Il est titularisé au poste de milieu défensif lors de cette rencontre où les deux équipes se neutralisent (1-1 score final),.